# STV (canal de televisão)
STV é um canal de televisão aberto escocês operado pela STV Group. É composto pela programação das antigas licenças da Rede ITV/Channel 3, Scottish Television (agora STV Central Ltd.) e Grampian Television (agora STV North Ltd.), que cobrem a Escócia Central e o Norte da Escócia, respectivamente. Atualmente, a STV é a única parte da rede do Channel 3 que não é de propriedade da ITV plc. O canal não tem a marca ITV1 nem exibe a apresentação do canal ITV1, exceto durante as transmissões de notícias e entre 6h e 9h25, quando é substituída pela franquia nacional ITV Breakfast, de propriedade e marca da ITV.

## História
Em 2 de março de 2006, foi anunciado pela SMG plc (agora “STV Group plc”) que a Scottish Television voltaria a se chamar “STV”, nome usado desde o início da transmissão em cores, em 1969, até 30 de agosto de 1985, e pela qual a emissora ainda era informalmente conhecida. Ao mesmo tempo, a Grampian Television também se tornaria conhecida como STV North. O novo visual da marca foi lançado em 30 de maio de 2006. Em janeiro de 2007, a emissora lançou serviços de notícias separados para o leste e o oeste da região central da STV, inicialmente como uma opção de cinco minutos na edição das 18h do Scotland Today nas noites de semana.

### Década de 2010
A cobertura de notícias regionais foi expandida novamente em maio de 2011, com o lançamento de edições separadas de meia hora do STV News at Six para o leste e o oeste, e boletins de notícias no final da noite todas as noites da semana. Em janeiro de 2013, a STV recebeu licenças de TV local para operar dois canais de televisão digital em Glasgow e Edimburgo, respectivamente, por até 12 anos. A STV Glasgow foi lançada na segunda-feira, 2 de junho de 2014, com uma programação ampliada de notícias locais, recursos e entretenimento. A STV Edinburgh foi lançada em 12 de janeiro de 2015. Os dois canais foram posteriormente fechados e fundidos com três outras licenças de TV locais para formar uma nova rede nacional, a STV2, em abril de 2017. Os boletins de notícias regionais existentes continuam a ser transmitidos no serviço principal da STV Central.

### Retiradas no canal
Em julho de 2009, a STV anunciou que estava retirando alguns programas da rede, como The Bill, Doc Martin, Midsomer Murders, Poirot, Lewis e uma série de outros dramas de alto perfil da rede ITV de suas programações, preferindo se concentrar na programação feita dentro Escócia. A prática de abandonar programas no canal estava em operação para outros programas desde novembro de 2008, quando a STV anunciou que cancelaria programas que alegavam não ter um bom desempenho em sua região de transmissão, incluindo Sharpe's Peril, Al Murray's Happy Hour, Moving Wallpaper, Benidorm e O Programa de Alan Titchmarsh. A cobertura da ITV da FA Cup também foi abandonada.
Em setembro de 2009, a ITV plc anunciou que iniciaria um processo legal contra a STV por uma dívida não paga de £38 milhões de contribuições de programação de rede, seguindo a prática da STV de abandonar uma série de programas de rede na franquia da STV. Ao mesmo tempo, a STV alegou que também estava seguindo procedimentos contra a ITV plc, por até 40 milhões de libras devidas à STV sob seus contratos de venda de publicidade. Ambas as reivindicações foram resolvidas por acordo mútuo entre as duas emissoras em abril de 2011. O acordo incluiu uma indenização financeira de £18 milhões paga pela STV à ITV.

### Investigação da Ofcom
Em março de 2010, o Daily Telegraph informou que o Ofcom lançaria uma investigação sobre alegações de que a STV permitiu ao governo escocês influenciar seus horários e substituir as séries por programas baseados na Escócia. Um relatório do Ofcom divulgado quatro meses depois inocentou a STV de permitir interferência política em séries de longa-metragem, mas descobriu-se que 18 programas curtos de ação social foram influenciados muito de perto pelo patrocínio de agências e iniciativas governamentais.

## Programação
As duas licenças ativas na rede ainda produzem programas regionais, embora a única diferença entre elas sejam os respectivos programas de notícias: A STV News transmite boletins separados para o norte da Escócia (incluindo uma opção de exclusão para a área de Tayside), Glasgow/Centro-Oeste da Escócia e Edimburgo/Centro-Leste da Escócia. Não existe uma “STV South”, pois o sul da Escócia faz parte da região ITV Border, de propriedade da ITV plc.
Enfatizando o fato de que a STV é essencialmente um único canal nas duas regiões, há um único diretor de canais (Bobby Hain - ex-diretor administrativo da Scottish Television) e um único diretor de notícias (Gordon MacMillan - ex-diretor de notícias da Scottish TV). Os termos das licenças renovadas da STV Central e da STV North também significam que os programas regionais não noticiosos são compartilhados (e programados de forma idêntica) em ambas as licenças.
Embora as emissoras sejam obrigadas a produzir apenas 1,5 hora por semana de programas regionais não noticiosos (um único arranjo que abrange as regiões Norte e Central), o executivo-chefe do STV Group afirmou que as emissoras há muito tempo têm o objetivo de produzir mais.
Hoje, notícias e assuntos atuais formam a maior parte da programação regular da STV no Channel 3, que inclui o programa de análise de tópicos Scotland Tonight. A empresa produzia anteriormente muitos programas em gaélico, alguns dos quais são agora exibidos no canal de língua gaélica, BBC Alba, incluindo Speaking our Language e Machair. Em escala de rede, uma das exportações mais famosas da STV é a série policial de longa duração Taggart, em Glasgow.

## Canais subsidiários

### STV HD
Em 21 de abril de 2010, o STV Group plc. anunciou sua intenção de lançar um canal em HD na TV digital, antes da Copa do Mundo de 2010. A estação foi lançada em 6 de junho de 2010, transmitindo inicialmente no canal 51 da Freeview, a partir dos transmissores de Black Hill, Keelylang Hill e Bressay, e agora transmite a partir de todos os transmissores de transição pós-digital em sua área de cobertura. O STV HD também foi disponibilizado no canal 113 da Virgin Media na área de transmissão da STV logo após o lançamento do Freeview. O canal segue o lançamento do ITV1 HD, que foi disponibilizado em 2 de abril de 2010 para os telespectadores nas fronteiras da Escócia (que são atendidas pelo ITV Border), Inglaterra e País de Gales. O STV Group plc. estava em negociações com a BSkyB, Freesat e a Rede ITV com o objetivo de disponibilizar o STV HD via Sky e Freesat logo após o lançamento inicial dos canais. Uma versão de teste do canal estava disponível gratuitamente via satélite, mas tinha que ser sintonizada manualmente, pois não estava incluída nos EPGs da Sky ou Freesat. Em setembro de 2013, a STV anunciou via Twitter que o STV HD estaria disponível pela primeira vez na Sky e na Freesat a partir de abril de 2014, quase quatro anos após o lançamento do canal na Freeview e na Virgin Media. O STV HD foi adicionado à Freesat e à Sky em 28 de abril de 2014.

### STV +1
Em 4 de janeiro de 2011, a Freeview anunciou detalhes para o lançamento do ITV1 +1, juntamente com a possibilidade de que a STV e a UTV lançassem seus próprios serviços de timeshift, STV +1 e UTV +1 na Escócia e na Irlanda do Norte, respectivamente. A STV confirmou posteriormente que lançaria o STV +1 às 20h em 11 de janeiro de 2011. O canal está disponível para os espectadores do Freeview no canal 35 e para os clientes de cabo da Virgin Media no canal 114. O canal STV +1 com mudança de horário foi substituído pela região do micro Channel 3, que atende a área de Dundee por satélite. O STV +1 estava disponível no satélite até então, mas não era transmitido nem no EPG da Sky nem nos guias de canais do Freesat. Há duas variações regionais do STV +1 na Freeview e na Virgin.  Uma para o Norte e outra para a Escócia Central. O serviço do Norte exibe notícias e comerciais baseados em Aberdeen e o serviço Central exibe os boletins de notícias e comerciais da região Oeste.  O noticiário de Edimburgo é substituído à noite no serviço Central +1. O STV +1 está disponível para transmissão no STV Player em várias plataformas.

## Links externos
- STV
- STV Group plc